# Embrithini
Embrithini es una tribu de insectos coleópteros curculiónidos pertenecientes a la subfamilia Entiminae.  

## Géneros
- Adiatmetus – Adorhabdotus – Amphitmetus – Anentypotrachelus – Aperitmetus – Babaultia – Cadoderus – Chelyophyes – Cissodicasticus – Dicasticus – Embrithes – Embrithodes – Entypotrachelus – Epibrithus – Epicasticus – Epipedosoma – Eupiona – Gakmetus – Holoprosopus – Hypertmetus – Ischnobrotus – Leuroscapus – Machaerorrhinas – Mecomerinthus – Merulla – Merullodes – Mesphrigodes – Metaplesias – Mimaptomerus – Neosphrigodes – Oncophyes – Opseodes – Opseotrophus – Paratmetus – Peribrotus – Peritelomus – Peritmetus – Perrinella – Plocometopus – Polyrhabdotus – Procasticus – Pseudisaniris – Pternogymnus – Rhadinoscapus – Rhyncholobus – Simodes – Sphrigodellus – Sphrigodes – Stenorrhamphus – Trepimetas